# Трогери
Трогери́ (фр. Troguéry, брет. Trogeri) — коммуна во Франции, находится в регионе Бретань. Департамент — Кот-д’Армор. Входит в состав кантона Трегье. Округ коммуны — Ланьон.
Код INSEE коммуны — 22383.

## География
Коммуна расположена приблизительно в 410 км к западу от Парижа, в 135 км северо-западнее Ренна, в 45 км к северо-западу от Сен-Бриё.
Вдоль северной и западной границ коммуны протекает река Жоди.

## Население
Население коммуны на 2016 год составляло 266 человек.
| 1962 | 1968 | 1975 | 1982 | 1990 | 1999 | 2008 | 2016 |
| ---- | ---- | ---- | ---- | ---- | ---- | ---- | ---- |
| 274  | 290  | 238  | 227  | 224  | 233  | 284  | 266  |

## Экономика
В 2007 году среди 177 человек в трудоспособном возрасте (15—64 лет) 136 были экономически активными, 41 — неактивными (показатель активности — 76,8 %, в 1999 году было 70,5 %). Из 136 активных работали 122 человека (75 мужчин и 47 женщин), безработных было 14 (9 мужчин и 5 женщин). Среди 41 неактивных 12 человек были учениками или студентами, 14 — пенсионерами, 15 были неактивными по другим причинам.

## Достопримечательности
- Усадьба Керандрау, или Вильбас (XIV век). Исторический памятник с 2003 года[3]
- Приливно-отливная мельница Кокр, или Бийи-Гвен (1840—1841 годы). Исторический памятник с 1999 года[4]

## Фотогалерея
- Усадьба Керандрау
- Карта коммуны